# Tennis Channel Open 1997 - Qualificazioni doppio
Le qualificazioni del doppio  del Tennis Channel Open 1997 sono state un torneo di tennis preliminare per accedere alla fase finale della manifestazione. I vincitori dell'ultimo turno sono entrati di diritto nel tabellone principale. In caso di ritiro di uno o più giocatori aventi diritto a questi sono subentrati i lucky loser, ossia i giocatori che hanno perso nell'ultimo turno ma che avevano una classifica più alta rispetto agli altri partecipanti che avevano comunque perso nel turno finale.
Le qualificazioni del doppio del torneo Tennis Channel Open 1997 prevedevano 4 coppie partecipanti di cui una è entrata nel tabellone principale.

## Teste di serie
1. Leonardo Lavalle /  Maurice Ruah (ultimo turno)

1. Wayne Black /  Bryan Shelton (Qualificati)

## Qualificati
1. Wayne Black  /   Bryan Shelton

## Tabellone

### Legenda
| - Q = Qualificato - WC = Wild card - LL = Lucky loser | - ALT = Alternate - SE = Special Exempt - PR = Protected Ranking | - w/o = Walkover - r = Ritirato - d = Squalificato |

|  | Primo turno | Primo turno                   | Primo turno                  | Primo turno | Primo turno |  |  | Ultimo turno | Ultimo turno                  | Ultimo turno                  | Ultimo turno | Ultimo turno |  |
|  |             |                               |                              |             |             |  |  |              |                               |                               |              |              |  |
|  | 1           | Leonardo Lavalle Maurice Ruah | 6                            | 4           | 6           |  |  |              |                               |                               |              |              |  |
|  |             | Pat Serret Eric Styrmoe       | 0                            | 6           | 3           |  |  | 1            | Leonardo Lavalle Maurice Ruah | Leonardo Lavalle Maurice Ruah | 3            | 4            |  |
|  | 2           | Wayne Black Bryan Shelton     | Wayne Black Bryan Shelton    | 7           | 6           |  |  | 2            | Wayne Black Bryan Shelton     | Wayne Black Bryan Shelton     | 6            | 6            |  |
|  |             | Nicolás Pereira Vince Spadea  | Nicolás Pereira Vince Spadea | 5           | 1           |  |  |              |                               |                               |              |              |  |